# Абдулрахман аль-Шаммари
Абдулрахман Анвар аль-Шаммари (араб. عبد الرحمن الشمري‎; род. 9 июля 2000, Саудовская Аравия) — саудовский футболист, вратарь. В настоящее время выступает за клуб «Аль-Араби» (Унайза). Чемпион Азии в категории до 19 лет.

## Карьера
Осенью 2018 года Абдулрахман был включён в состав сборной до 19 лет для участия в чемпионате Азии среди юниоров. Сыграл 5 матчей, пропустил 3 гола, в итоге саудовцы одержали победу в турнире.
В мае 2019 года попал в заявку сборной до 20 лет на чемпионат мира в Польше. Сыграл в матчах против Франции и Мали. Пропустил 6 голов.

## Достижения
- Победитель юношеского чемпионата Азии 2018